# Saint-Cyprien (Lot)
Saint-Cyprien foi uma antiga comuna francesa na região administrativa de Occitânia, no departamento de Lot. Estendia-se por uma área de 15,07 km². Em 2010 a comuna tinha 652 habitantes (densidade: 43,3 hab./km²).
Em 1 de janeiro de 2018, ela foi incorporada ao território da nova comuna de Lendou-en-Quercy.